# 遅延グリーン関数
遅延グリーン関数（ちえんグリーンかんすう，英: retarded Green's functions）{\displaystyle G_{A.B}^{r}}とは、次のように定義されるグリーン関数(伝播関数)である：
{\displaystyle G_{A.B}^{r}:={\frac {\theta (t-t')}{i\hbar }}{\Big \langle }[{\widehat {A}}(t),{\widehat {B}}(t')]_{\pm }{\Big \rangle }.}
ここで{\displaystyle \langle \quad \rangle }は基底状態での平均値を表す。演算子の時間依存性はハイゼンベルク描像を表す。{\displaystyle \theta (x)}は階段関数、{\displaystyle [{\widehat {A}},{\widehat {B}}]_{\pm }:={\widehat {A}}\,{\widehat {B}}\pm {\widehat {B}}\,{\widehat {A}}}である。

## 外力に対する応答
遅延グリーン関数は、応答関数のフーリエ変換を一般化したものになっている。ある系に対する外力X(t)に対する影響を{\displaystyle H_{\rm {ext}}:=-AX(t)}とするとき、この系の物理量Bの応答を表す応答関数は、遅延グリーン関数{\displaystyle G_{A.B}^{r[-]}(t)}を使って次のように表される:
{\displaystyle \Phi (t)=-G_{B.A}^{r[-]}(t).}